# 石化木

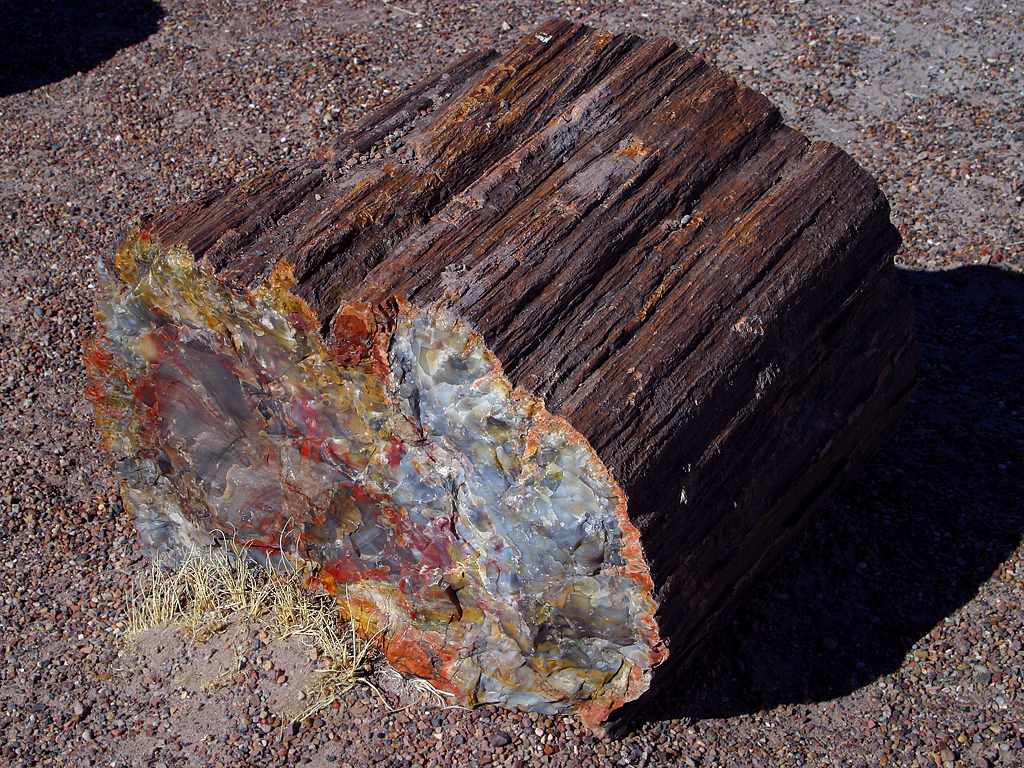
石化林國家公園中的石化木塊

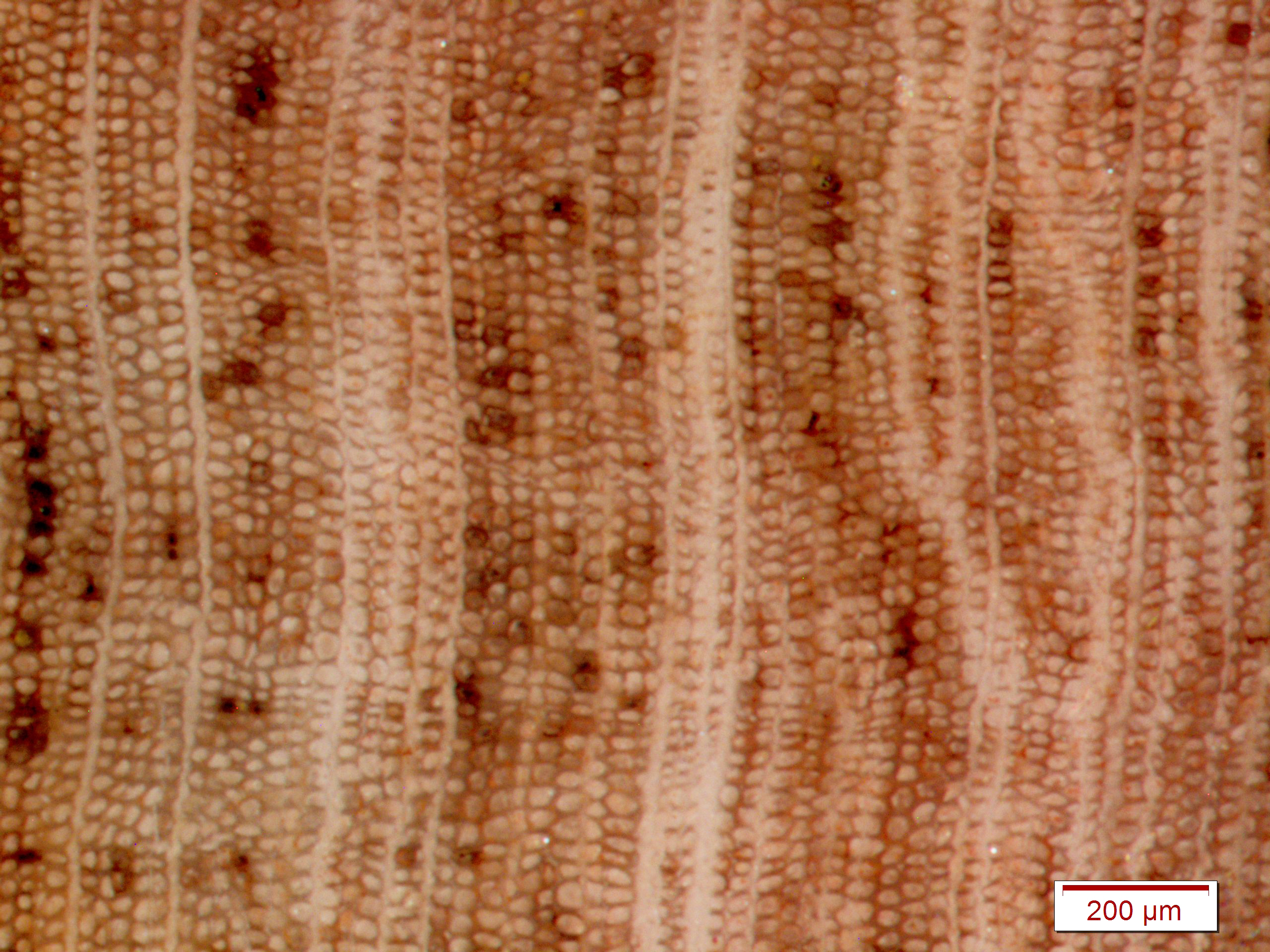
磨光後的石化木

石化木是化石的一種。石化木的所有有機物質都被礦物（大多為矽酸鹽，如石英）所取代，但是它還保留著木頭原始結構。石化的過程是在地底下完成，整個木頭都被埋在地層底下。當富含礦物的水流經此地層時，會將一些礦物沈積在植物的細胞裡，當植物的木質素和纖維素腐化之後，一個石模就這樣形成了。
水中的元素如錳、鐵和銅等會在石化過程中給予石化木不同的顏色。純石英結晶是無色的，但是在過程中摻入一點雜質即會有黃色、紅色或其他種的顏色出現。
下列是雜質元素和出現顏色的列表：
- 碳－黑色
- 鈷－綠色/藍色
- 鉻－綠色/藍色
- 銅－綠色/藍色
- 氧化鐵－紅色、棕色和黃色
- 錳－粉紅色/橘色
- 氧化錳－黑色

石化木可以保存木頭原本的所有結構，直達微觀的程度。結構如年輪和許多組織等通常都是觀察的部份。
石化木的摩氏硬度為7，和石英一樣。

## 位置

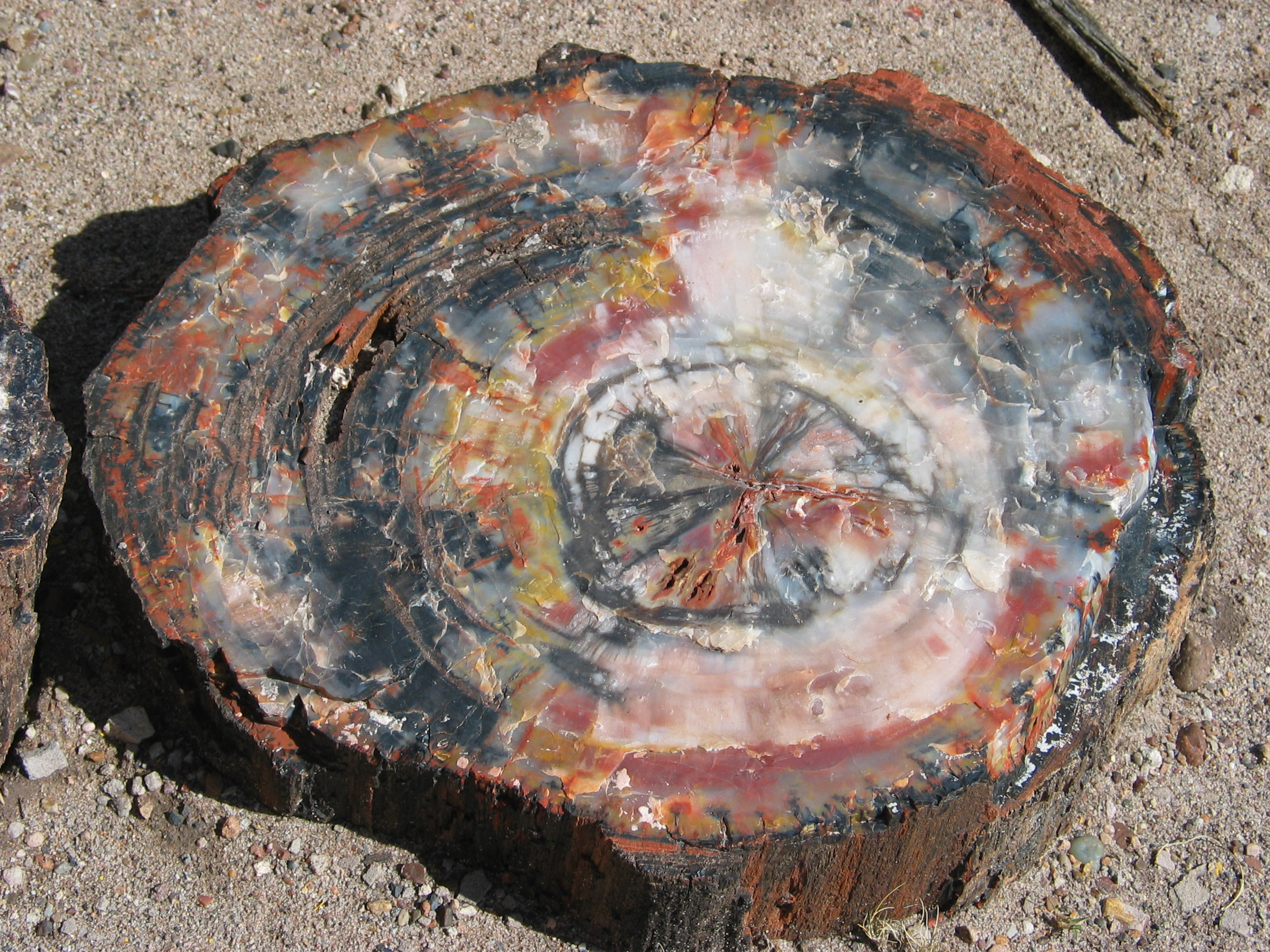
磨光後的石化木切片

- 阿根廷：阿根廷巴塔哥尼亞聖克魯斯省的石化森林國家紀念地被認為是世界上石化木保留得最好的場所之一，有許多直徑超過3公尺、高度達30公尺以上的樹木。
- 比利時：豪格登附近的 Geosite Goudberg 。[1]
- 加拿大：亞伯達南部的惡地有石化木；且石化木是亞伯達的省石。努那福特的海伯格島則有世界上石化森林最大的其中之一。
- 捷克的諾伐帕卡：捷克共和國內擁有石炭紀與二疊紀時期岩石最有名的一個場所。
- 德國：開姆尼茨的自然史博物館有著於1737年在此城鎮中發現的一系列石化木。
- 埃及：石化森林在開羅往蘇伊士的途中，受國家保護，由環保署主管。
- 希臘：萊斯沃斯石化森林世界地質公園，位於萊斯博斯島的西端，大概是最大的一片石化森林，涵蓋有超過150平方公里的面積，於1985年成為國家紀念地。可以在此公園中找到連著根系的大型、直立木頭，且可達到22公尺的長度。
- 利比亞：利比亞沙漠，有上百根石化木，並和石器時代時的人造物相混在一起。
- 美國：一些較知名的石化木場所如下：
  - 萊蒙市的石化木公園
  - 華盛頓州的銀杏石化森林公園
  - 愛荷華州的贖罪洞室
  - 亞利桑那州的石化林國家公園
  - 加利福尼亞州的石化森林
- 澳大利亞：有大量含有石化木的地層
- 印度：坦米爾納德邦清奈Thiruvakkarai村是印度有名的一石化木地區，由印度地質調查所負責保護。石化木涵蓋了此地區大片的土地。
- 紐西蘭：凱特林的庫里歐灣上有許多的石化木。

## 人造石化木
人造石化木已在華盛頓實驗室中被製造了出來。製造過程是將小塊的松木浸入酸性液體兩天，再浸入矽溶膠中兩天，之後再於氬氣中加熱至1400摄氏度兩個小時。最終便可得出保留著木材原本細胞結構的碳化矽石化木。若是浸在鎢溶膠中，則可得出碳化鎢石化木。

## 另見

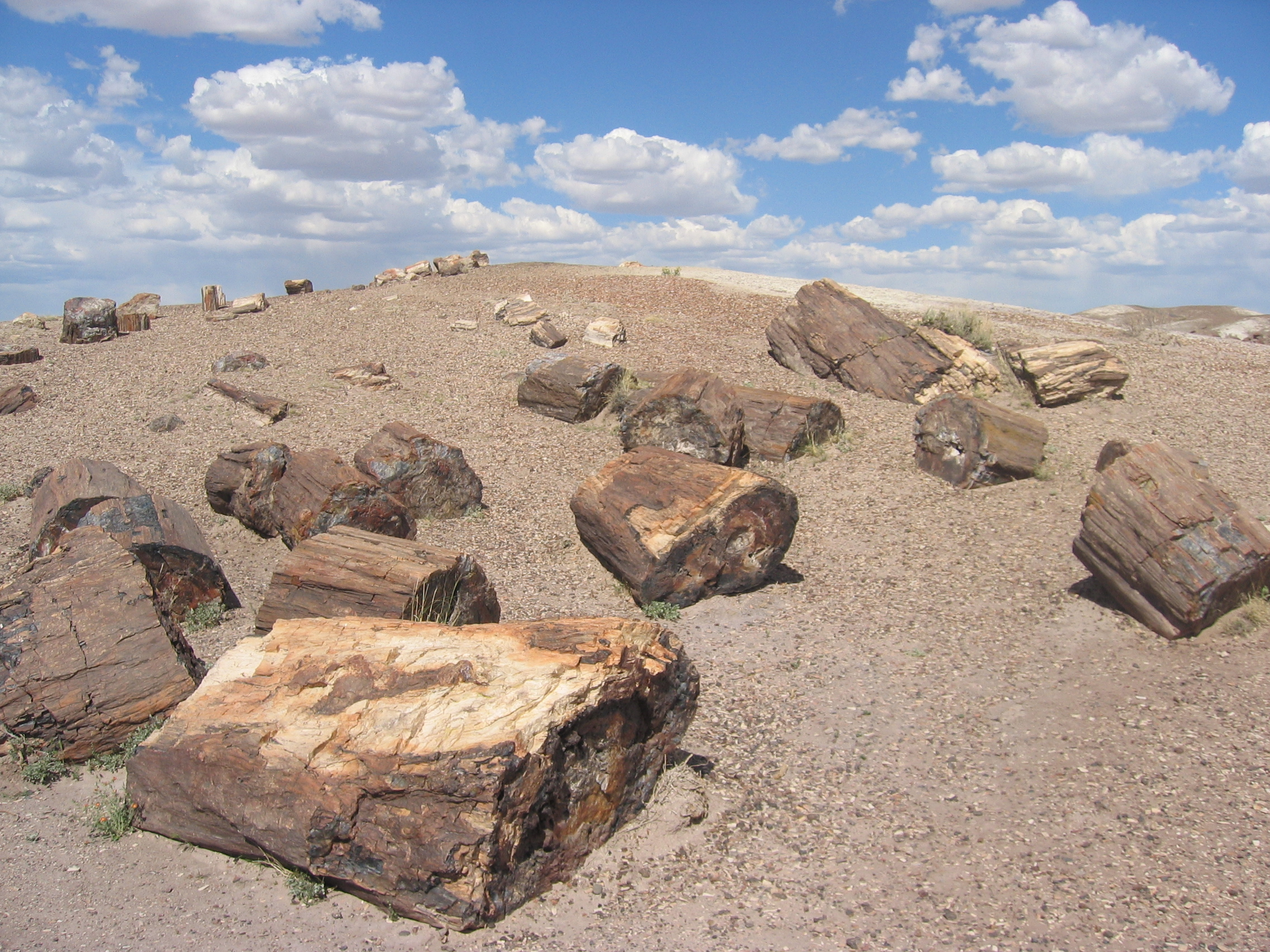
石化木材

- 石化棕櫚木
- 南洋杉型木
- 萊思沃斯石化林

## 外部連結
- The Petrified forest of Lesvos - Protected Natural Monument
- The Town Museum of Nová Paka
- The Mississippi Petrified Forest （页面存档备份，存于）
- http://www.mindat.org/show.php?id=8018 （页面存档备份，存于）